# サンテルピーディオ・ア・マーレ
サンテルピーディオ・ア・マーレ（伊: Sant'Elpidio a Mare）は、イタリア共和国マルケ州フェルモ県にある、人口約17,000人の基礎自治体（コムーネ）。

## 地理

### 位置・広がり
フェルモ県のコムーネ。県都フェルモから北北西へ9kmの距離にある。

#### 隣接コムーネ
隣接するコムーネは以下の通り。括弧内のMCはマチェラータ県所属を示す。
- チヴィタノーヴァ・マルケ (MC)
- フェルモ
- モンテ・ウラーノ
- モンテコーザロ (MC)
- モンテグラナーロ
- ポルト・サンテルピーディオ

### 気候分類・地震分類
サンテルピーディオ・ア・マーレにおけるイタリアの気候分類 (it) および度日は、zona D, 1875 GGである。
また、イタリアの地震リスク階級 (it) では、zona 2 (sismicità media) に分類される。

## 歴史
2009年、アスコリ・ピチェーノ県北部が分割されてフェルモ県が設置された際に、フェルモ県所属となった。

## 行政

### 分離集落
サンテルピーディオ・ア・マーレには、以下の分離集落（フラツィオーネ）がある。
- Bivio Cascinare, Cascinare, Casette d'Ete, Castellano, Cretarola, Luce